# NGC 504
NGC 504 è una galassia lenticolare situata nella costellazione dei Pesci.

## Scoperta
La galassia NGC 504 è stata scoperta il 22 novembre 1827 dall'astronomo britannico John Herschel.

## Gruppo di NGC 499
NGC 504 fa parte del Gruppo di NGC 499, un raggruppamento di galassie che oltre a NGC 499, comprende anche NGC 495, NGC 517, NGC 582 e PGC 5026.